# Бунсё
Бунсё (яп. 文正 бунсё:) — девиз правления (нэнго) японского императора Го-Цутимикадо, использовавшийся с 1466 по 1467 год .

## Продолжительность
Начало и конец эры:
- 28-й день 2-й луны 7-го года Кансё (по юлианскому календарю — 14 марта 1466);
- 5-й день 3-й луны 2-го года Бунсё (по юлианскому календарю — 9 апреля 1467).

## Происхождение
Название нэнго было заимствовано из 5-го цзюаня древнекитайского сочинения Сюнь-цзы:「積文学正身行」.

## События
даты по юлианскому календарю
- 1466 год (1-я луна 1-го года Бунсё) — дайнагон Асикага Ёсими, брат сёгуна Асикаги Ёсимасы, был повышен до 2-го ранга 2-го класса в придворной иерархии[7];
- 1466 год (1-я луна 1-го года Бунсё) — удайдзин Минамото-но Мицихиса был отправлен в отставку, на его должность был назначен дайнагон Фудзивара-но Мацацугу[7];

## Сравнительная таблица
Ниже представлена таблица соответствия японского традиционного и европейского летосчисления. В скобках к номеру года японской эры указано название соответствующего года из 60-летнего цикла китайской системы гань-чжи. Японские месяцы традиционно названы лунами.
| 1-й год Бунсё (Огненная Собака) | 1-я луна*      | 2-я луна   | 2-я луна (високосная) * | 3-я луна  | 4-я луна* | 5-я луна  | 6-я луна* | 7-я луна   | 8-я луна    | 9-я луна*  | 10-я луна | 11-я луна* | 12-я луна     |
| ------------------------------- | -------------- | ---------- | ----------------------- | --------- | --------- | --------- | --------- | ---------- | ----------- | ---------- | --------- | ---------- | ------------- |
| Юлианский календарь             | 17 января 1466 | 15 февраля | 17 марта                | 15 апреля | 15 мая    | 13 июня   | 13 июля   | 11 августа | 10 сентября | 10 октября | 8 ноября  | 8 декабря  | 6 января 1467 |
| 2-й год Бунсё (Огненная Свинья) | 1-я луна*      | 2-я луна   | 3-я луна*               | 4-я луна* | 5-я луна  | 6-я луна* | 7-я луна  | 8-я луна   | 9-я луна*   | 10-я луна  | 11-я луна | 12-я луна* |               |
| Юлианский календарь             | 5 февраля 1467 | 6 марта    | 5 апреля                | 4 мая     | 2 июня    | 2 июля    | 31 июля   | 30 августа | 29 сентября | 28 октября | 27 ноября | 27 декабря |               |

* звёздочкой отмечены короткие месяцы (луны) продолжительностью 29 дней. Остальные месяцы длятся 30 дней.